# Antrohyphantes
Genre
Antrohyphantes est un genre d'araignées aranéomorphes de la famille des Linyphiidae.

## Distribution
Les espèces de ce genre se rencontrent en Europe de l'Est.

## Liste des espèces
Selon World Spider Catalog (version 16.5, 26/07/2015) :
- Antrohyphantes balcanicus (Drensky, 1931)
- Antrohyphantes rhodopensis (Drensky, 1931)
- Antrohyphantes sophianus (Drensky, 1931)

## Publication originale
- Dumitrescu, 1971 : Une araignée nouvelle des grottes de Bulgarie, Antrohyphantes rodopicus n.g., n.sp (fam. Linyphiidae, sous-fam. Linyphiinae, série de genres Leptyphanteae). Travaux de l'Institut de Spéologie Emile Racovitza, vol. 10, p. 167-174.